# Kleinmühlingen

Lage in der Gemeinde Bördeland

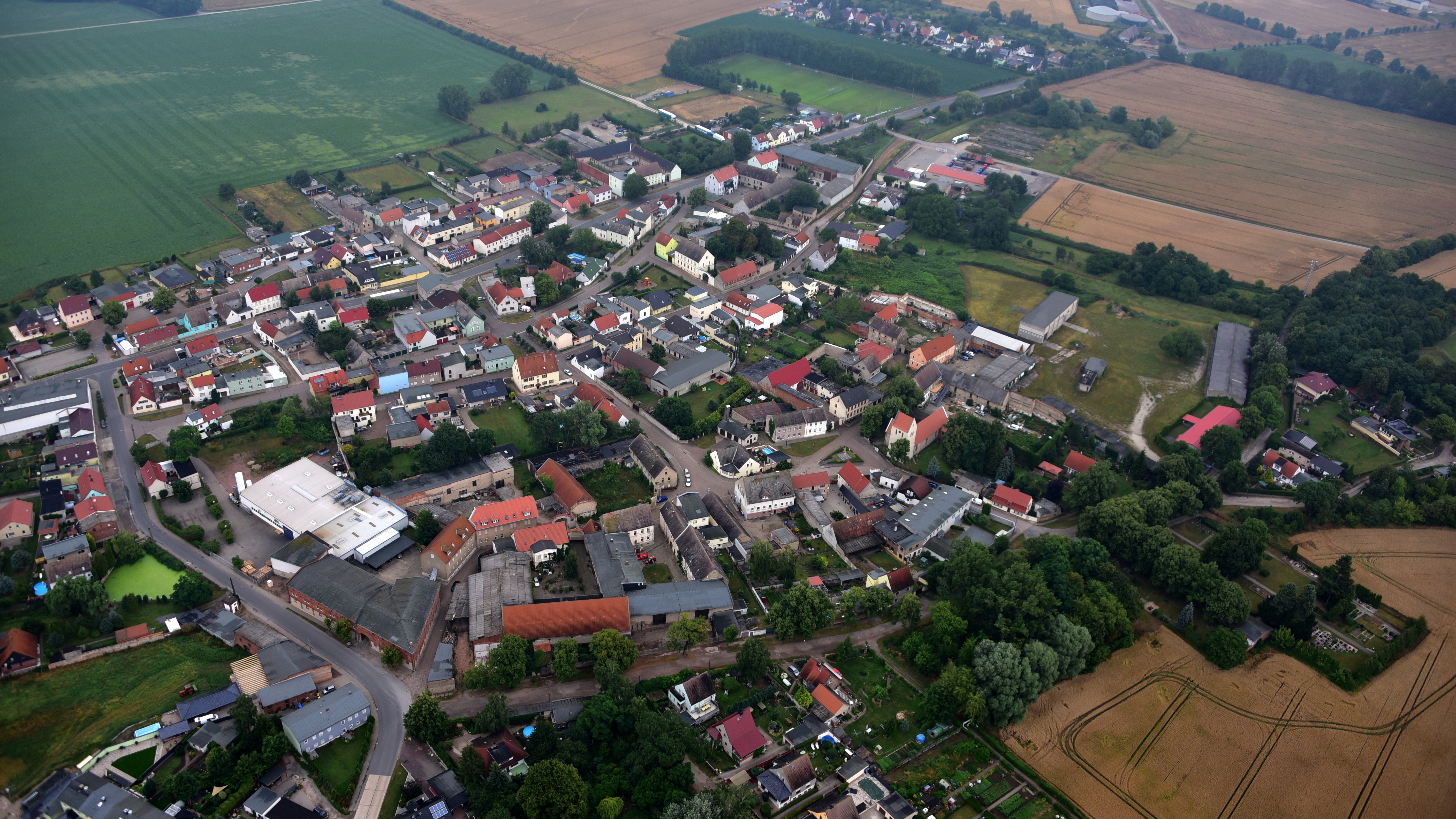
Kleinmühlingen, Luftaufnahme (2017)

Kleinmühlingen (bis 1997 Klein Mühlingen) ist ein Ortsteil der Gemeinde Bördeland im Salzlandkreis in Sachsen-Anhalt. Bis zum 28. Dezember 2007 war Kleinmühlingen eine selbstständige Gemeinde, in der 640 Einwohner auf 10,49 km² lebten (Stand 31. Dezember 2006).

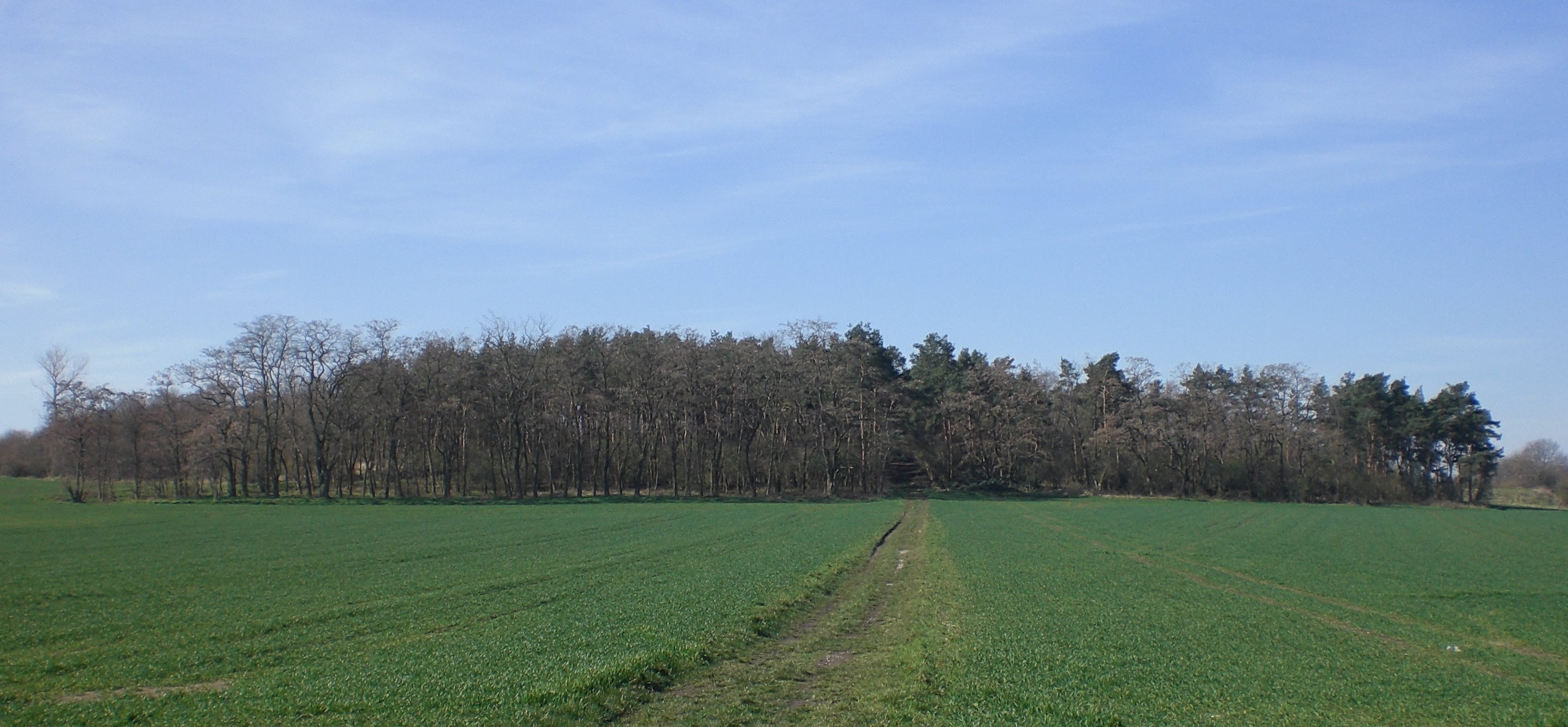
Kirchberg bei Kleinmühlingen

## Geografie
Das Gemeindegebiet von Kleinmühlingen liegt im Südosten der Magdeburger Börde nahe den Städten Calbe (Saale) und Schönebeck (Elbe) und ist von äußerst ertragreichem Boden umgeben. Der Weinberg (111 m ü. NN), westlich der Gemeinde, überragt die flachwellige Landschaft um über 30 Meter. Südöstlich liegt der kleinere Kirchberg (88 m. ü. NN). Kleinmühlingen ist ca. 25 km von Magdeburg entfernt.

## Geschichte

### Mittelalter
Der Ursprung Kleinmühlingens liegt im slawischen Dorf Gorenitz. Es entstand, als um 600 n. Chr. wendische Slawen in das Land zwischen Elbe und Bode, als „Nordthüringgau“ bezeichnet, die bisher dort ansässige germanische Bevölkerung verdrängte. Dass die Gegend bereits im vorchristlichen 1. Jahrtausend besiedelt war, beweisen Hügelgräber auf dem Mühlberg. Im Zuge der Christianisierung durch Karl den Großen Ende des 8. Jh. wurde der Nordthüringgau erneut von germanischstämmigen Siedlern bevölkert. Er geriet im 9. Jh. unter den Einflussbereich des Bistums Halberstadt, 803 gründete Karl der Große die Grafschaft Mühlingen. Mittelpunkt der Grafschaft war der gleichnamige Ort Mühlingen, später „Großmühlingen“ genannt.
Im 13. Jh. wurde Gorenitz im Zuge der kriegerischen Auseinandersetzungen zwischen Welfen und Staufern weitgehend zerstört. Ab 1265 ließen sich dort Jungbauern aus dem germanisch besiedelten Mühlingen nieder. Als Zeichen der Germanisierung wurde Gorenitz ab 1271 als „Klein Mühlingen“ bezeichnet. Der alte slawische Dorfkern wurde nach Westen hin erweitert. Eine nochmalige Vergrößerung erfuhr der Ort in den Jahren 1368 bis 1371, als Bauern aus umliegenden wüst gewordenen Dörfern zuzogen.
Unter Kaiser Otto I. war die Grafschaft Mühlingen Lehen des Markgrafen Gero. Ab 1034 ging das Lehen an die Askanier unter Albrecht dem Bären über. Weitere Lehnsherren waren die Grafen von Dornburg (ca. 1130), und die Grafen von Arnstein (ab 1240). Mit Letzteren kam ein großer Teil der Grafschaft unter die Herrschaft des Erzbistums Magdeburg. Nach dem Aussterben der Arnsteiner 1659 fiel die Grafschaft, nun nur noch aus Groß- und Klein Mühlingen bestehend, an die Askanier (Anhalt) zurück. Als 1669 Fürst Karl Wilhelm von Anhalt-Zerbst die beiden Mühlingen erwarb, war die ehemalige Grafschaft bereits in das „Amt Mühlingen“ umgewandelt worden.

### 16. bis 19. Jahrhundert
1550 erhielt Klein Mühlingen seinen ersten Schullehrer. Zwischen 1565 und 1626 wurde die Einwohnerschaft des Dorfes durch Pestepidemien um etwa ein Drittel dezimiert. Der Dreißigjährige Krieg setzte dem Ort ebenfalls schwer zu. Im Januar 1632 wurde das Dorf von den kaiserlichen Truppen Pappenheims geplündert und verwüstet. Am 17. April 1632 verursachten schwedische Soldaten eine Feuersbrunst, der zwölf Gehöfte zum Opfer fielen. Danach lag Klein Mühlingen wüst, ehe 1645 die ersten der geflohenen Bauern zurückkehrten. Für das Jahr 1654 wurde die Zahl der Bauernhöfe bereits wieder mit 22 angeführt. Als nach 1700 die Handwerker Niederlassungsfreiheit erhielten, siedelten sich diese in Klein Mühlingen vorwiegend im nördlichen Teil des Ortes an, der dadurch eine weitere Ausdehnung erfuhr.
Am 18. Oktober 1806 wurde Klein Mühlingen durch die Truppen Napoleons auf ihren Weg nach Berlin erneut Opfer von Plünderungen. Anschließend wurden Lebensmittellieferungen an das Heerlager der Franzosen bei Magdeburg gefordert. Im Zuge der Befreiungskriege machten zunächst die geschlagenen Franzosen und nach ihnen die verbündeten Truppen Russlands und Preußens in Klein Mühlingen Quartier, wobei es durch die Franzosen erneut zu Plünderungen kam. Im zweiten Drittel des 19. Jh. brachte die Industrialisierung erhebliche Veränderungen für Klein Mühlingen. Zwar verhinderte Fürst Alexander Carl von Anhalt-Bernburg eine Streckenführung der Bahnlinie Magdeburg–Halle durch das Amt Mühlingen, doch der Bahnhof im sechs Kilometer entfernten Gnadau wirkte sich ab 1840 positiv auf die Wirtschaft Klein Mühlingens aus. 1849 wurde nahe Klein Mühlingen mit dem Abbau von Braunkohle begonnen, sodass neue Arbeitsplätze entstanden. Eine weitere Verbesserung der Verkehrsanbindungen brachte der 1870/71 Ausbau der Chaussee von Schönebeck (Elbe) über Klein Mühlingen nach Calbe (Saale) mit sich. 1863 war Klein Mühlingen unter die Herrschaft des Herzogtums Anhalt gekommen und wurde in den neu gebildeten Kreis Bernburg eingegliedert. Zusammen mit Großmühlingen bildete es eine anhaltische Enklave im preußischen Kreis Calbe.

### 20. Jahrhundert
Am 16. Juli 1901 erhielt Klein Mühlingen mit einer öffentlichen Fernsprechstelle seinen ersten Telefonanschluss. In den Jahren 1901 und 1902 wanderten sechs Familien in die preußischen Provinzen Posen und Westpreußen aus. Während Klein Mühlingen 1910 834 Einwohner hatte, erhöhte sich die Einwohnerzahl, insbesondere nach 1920 durch den Zuzug von Aussiedlern aus den nach dem Ersten Weltkrieg verlorenen Ostgebieten bis 1939 auf 917. Im gleichen Zeitraum stieg die Zahl der Gebäude von 150 auf 169. Im November 1910 war mit der Elektrifizierung des Ortes begonnen worden. Im Ersten Weltkrieg hatte das Dorf 30 gefallene Soldaten zu beklagen, während des Zweiten Weltkrieges fielen 50 Kleinmühlinger. Am 12. April 1945 passierten amerikanische Panzer den Ort, anschließend lag er zunächst im amerikanisch, später britisch besetzten Gebiet. Ab 1. Juli 1945 gehörte Klein Mühlingen zur Sowjetischen Besatzungszone, die am 7. Oktober 1949 in die Deutsche Demokratische Republik umgewandelt wurde. Nach Abschaffung der Länder in der DDR kam das Dorf 1952 in den Bezirk Magdeburg und wurde dem Kreis Schönebeck zugeordnet.
Als landwirtschaftlich geprägter Ort bekam Klein Mühlingen vorwiegend die sozialistische Umgestaltung auf diesem Sektor zu spüren. Von der 1945 durchgeführten Bodenreform blieb der Ort verschont, da es keine Betriebe über 100 Hektar gab. Tiefe Einschnitte gab es durch die ab 1952 begonnene Umstellung der Landwirtschaft auf Landwirtschaftliche Produktionsgenossenschaften (LPG). 1952 wurde in Klein Mühlingen die LPG „Neues Leben“ gegründet. Gleichzeitig erhöhte sich der Druck auf die verbliebenen privaten landwirtschaftlichen Betriebe, sich der LPG anzuschließen, mit der Folge, dass zahlreiche Bauern in die Bundesrepublik flohen. Während es 1957 noch zwei einzelbäuerliche Betriebe gab, wurde Klein Mühlingen 1960 zum „vollgenossenschaftlichen Dorf“ erklärt. Zu diesem Zeitpunkt betrug die Wirtschaftsfläche der LPG 1265 Hektar. Neben Ackerbau wurde auch eine umfangreiche Viehwirtschaft betrieben. Zur Verbesserung der Infrastruktur wurden die Straßen nach Barby, Tornitz und Zens ausgebaut, sowie Buslinien nach Schönebeck und Calbe eingerichtet. 1964 hatte Klein Mühlingen 995 Einwohner. Die Kleinmühlinger Schule wurde 1983 geschlossen.

### Nach der deutschen Wiedervereinigung
Nach der politischen Wende von 1989 kam Klein Mühlingen mit Landkreis Schönebeck zum Bundesland Sachsen-Anhalt und wurde gleichzeitig in „Kleinmühlingen“ umbenannt. Nach Auflösung der LPG gab es im Ort keinen großen Landwirtschaftsbetrieb mehr. Dafür entstanden mehrere Industrie- und Dienstleistungsbetriebe. Ab 1994 gehörte Kleinmühlingen verschiedenen Verwaltungsgemeinschaften an, zuletzt der Verwaltungsgemeinschaft „Südöstliches Bördeland“. Mit der Kreisgebietsreform von 2007 wechselte Kleinmühlingen in den neu gegründeten Salzlandkreis mit der Kreisstadt Bernburg. Mit Wirkung vom 29. Dezember 2007 wurde das 640 Einwohner zählende Dorf in die neu geschaffene Gemeinde Bördeland eingegliedert. Im Sommer 2011 suchten zwei Unwetter mit Überschwemmungen und Schlammlawinen Kleinmühlingen heim.

## Politik

### Ortschaftsrat
- SPD: 1
- fraktionslos: 6

Der Ortschaftsrat von Kleinmühlingen besteht aus 7 Mitgliedern.
Vorsitzender ist Hans-Georg Fabian (SPD) und Stellvertreter ist Marko Gurr (fraktionslos).

### Wappen
Blasonierung: „Gespalten von Silber und Blau; links ein silberner linksgewendeter Adler am Spalt mit goldener Bewehrung und roter Zunge, rechts eine blaue Windmühle am Spalt mit schwarzem Dach und Durchbrüchen.“
Der Adler war ursprünglich silbern auf rotem Schild. Nach Erlöschen des Geschlechts der Grafen von Barby und Mühlingen aus dem Hause Arnstein 1659 blieb der Adler im Feld 10 des Anhaltischen Landeswappens silbern, jedoch linksgewendet auf blauem Schild. Diese seit über 300 Jahren gebräuchliche Wappendarstellung und Tingierung wurde sowohl für die Gemeinden Großmühlingen und Kleinmühlingen übernommen.
Das aktuelle Wappen wurde 1995 vom Magdeburger Kommunalheraldiker Jörg Mantzsch gestaltet und ins Genehmigungsverfahren geführt.

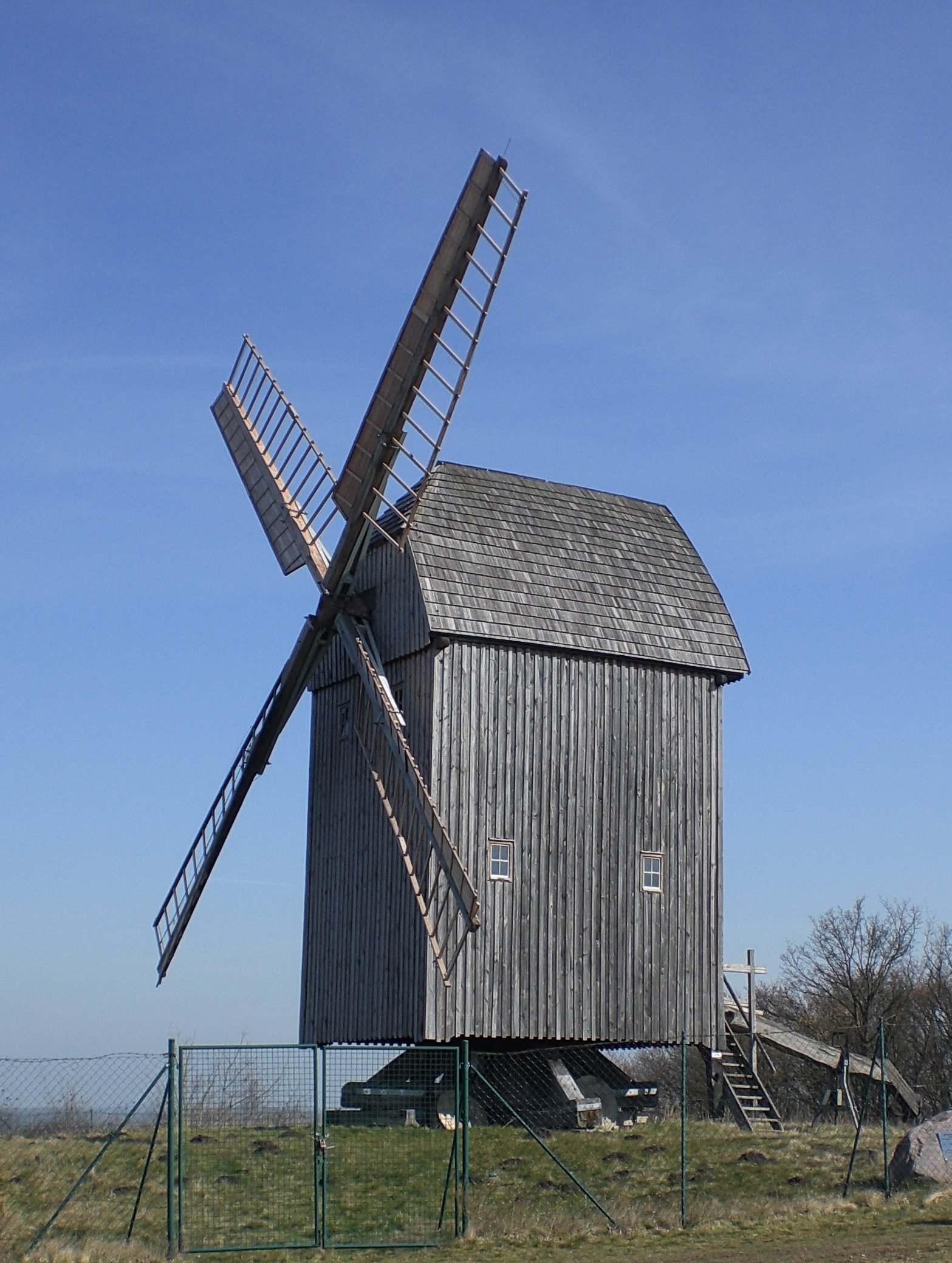
Windmühle Kleinmühlingen

## Sehenswürdigkeiten
- Evangelische Kirche St. Salvator aus dem 17. Jahrhundert
- Nachbau der Windmühle Kleinmühlingen, ursprünglich 19. Jahrhundert
- Radsportmuseum Course de la Paix

## Verkehr
Kleinmühlingen ist durch Landstraßen mit den Städten Schönebeck (Elbe) und Calbe (Saale) verbunden. Die Bundesautobahn 14 (Magdeburg–Halle) führt westlich an der Gemeinde vorbei (Anschlussstellen Calbe oder Schönebeck). Die nächsten Bahnhöfe befinden sich in Eickendorf (Strecke Aschersleben–Magdeburg), Gnadau und Calbe (Strecke Halle–Magdeburg) sowie in Schönebeck.
Der Flugplatz östlich von Kleinmühlingen wird von Segelfliegern, Fallschirmspringern und Privatfliegern genutzt. Der ICAO-Code für diesen Flugplatz lautet EDOM.

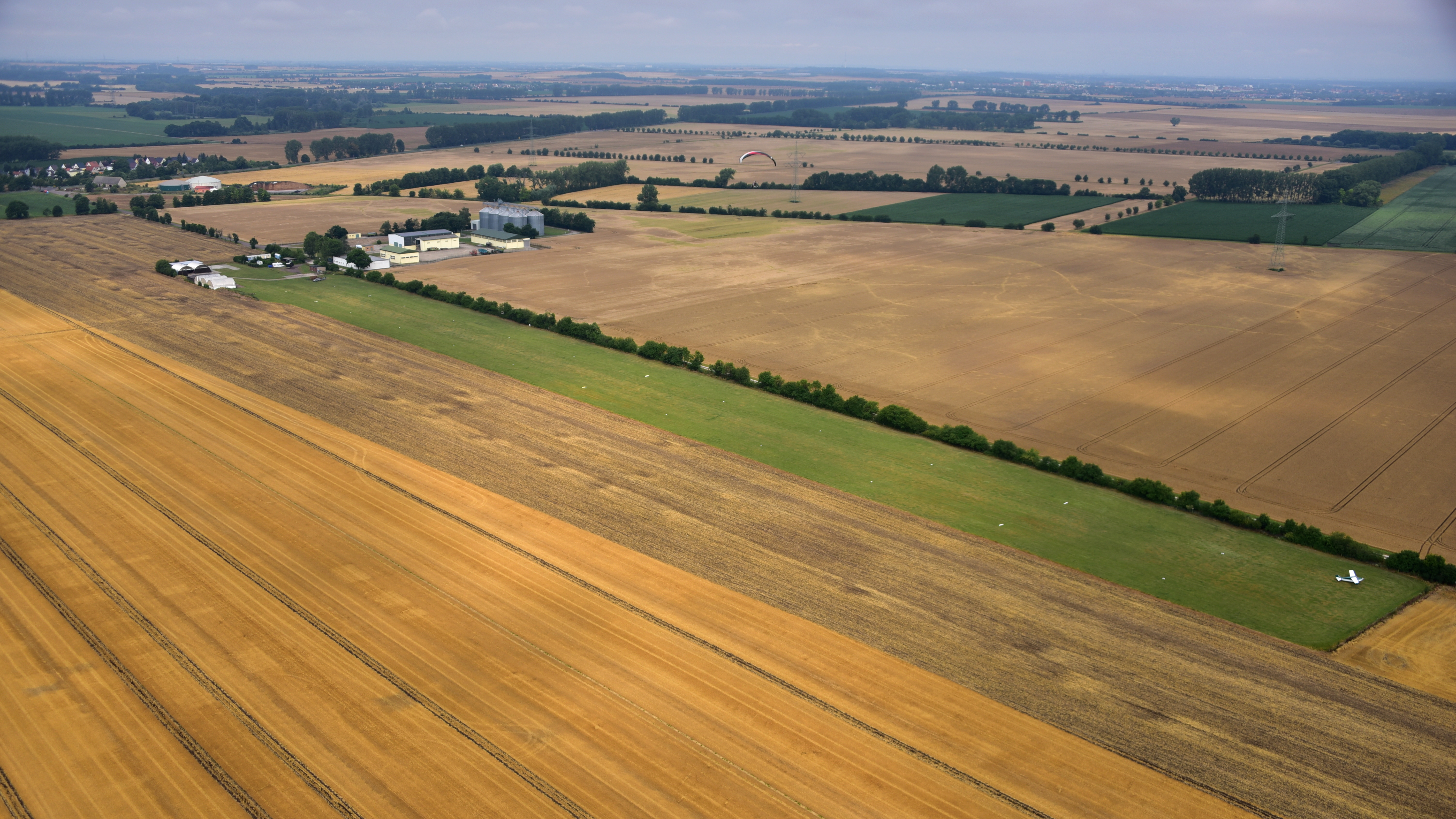
Kleinmühlingen, Flugplatz, Luftaufnahme (2017)

## Partnerschaft
Es besteht eine Partnerschaft zum Ortsteil Ramlingen-Ehlershausen der Stadt Burgdorf in Niedersachsen.